# مک‌آلیستر (نیو مکزیکو)
مک‌آلیستر (به انگلیسی: McAlister) یک منطقهٔ مسکونی در ایالات متحده آمریکا است که در شهرستان کوئی، نیومکزیکو واقع شده‌است.